# 国鉄タキ25900形貨車
国鉄タキ25900形貨車（こくてつタキ25900がたかしゃ）は、かつて日本国有鉄道（国鉄）及び1987年（昭和62年）4月の国鉄分割民営化後は日本貨物鉄道（JR貨物）に在籍した私有貨車（タンク車）である。
本形式と同じ専用種別であるタキ18810形、タキ24400形についても本項目で解説する。

## タキ25900形
タキ25900形は、アクリルアマイド液専用の30 t 積タンク車として1974年（昭和49年）9月19日に4両（タキ25900 - タキ25903）、1976年（昭和51年）5月24日に1両（タキ25904）の合計2ロット5両が三菱重工業にて製作された。
本形式の他にアクリルアマイド液を専用種別とする形式にはタキ18810形、タキ24400形の2形式が存在した。
1979年（昭和54年）10月より化成品分類番号「96」（有害性物質、毒性のあるもの）が標記された。
タンク体は、 一般構造用圧延鋼材（SS41、現在のSS400）製であり、積荷の純度保持のため内側はフェノール樹脂でコーティングされており、断熱材が巻かれキセ（外板）付きの直胴タイプである。
荷役方式は積込口からの上入れ・空気加圧を使用した液出管による上出し式である。
所有者は、三菱化成工業（社名はその後三菱化成、三菱化学と変更された）の1社のみであり、その常備駅は、北九州市の黒崎駅であった。
塗装は黒、全長は12,700 mm、全幅は2,500 mm、全高は3,757 mm、台車中心間距離は8,600 mm、実容積は28.7 m3、自重は19.6 t、換算両数は積車5.0、空車2.0である。台車はロットにより2種類あり最初のロット（タキ25900 - タキ25903）はTR41E-12であり次のロット（タキ25904）はTR225であった。
1987年（昭和62年）4月の国鉄分割民営化時には全車の車籍がJR貨物に継承され、1995年（平成7年）度末時点では全車健在であったが、2000年（平成12年）3月に全車が一斉に廃車となり同時に形式消滅となった。

## タキ18810形
1970年（昭和45年）10月6日に、液化クロルメチル専用の25 t 積タンク車としてタキ18800形4両（タキ18800 - タキ18803）が富士重工業にて製作された。
所有者は、三井物産の1社のみであり、その常備駅は福岡県の宮浦駅であった。
積荷である液化クロルメチルはガソリンの添加剤となる鉛化合物の製造に用いられていたが、厚生省（現・厚生労働省）は1971年6月（昭和46年）に鉛化合物に対して環境基準を設定したため需要が急減し実際に運用されることはなかった。（ガソリンの無鉛化参照）
このため1973年（昭和48年）5月10日に富士重工業にて全車（4両）の専用種別変更が行われ（液化クロルメチル→アクリルアマイド）形式名は新形式であるタキ18810形に改められた。また常備駅は、1973年（昭和48年）4月に千葉県の茂原駅へ変更された。
改造に際してはタンク体は種車のものを用いて内面にフェノール樹脂コーティングを施した。また専用種別の変更に伴いタンク体の塗色がねずみ色1号から黒へ変更されている。
所有者は、1979年（昭和54年）5月29日三井東圧化学に、更に同年11月20日には日本陸運産業へと名義変更された。日本陸運産業への名義変更と同時に常備駅は千葉県の北袖駅へ変更された。
1979年（昭和54年）10月より化成品分類番号「96」（有害性物質、毒性のあるもの）が標記された。
車体色は黒色、寸法関係は全長は12,100 mm、全幅は2,510 mm、全高は3,757 mm、台車中心間距離は8,000 mm、実容積は30.1 m3、自重は19.6 t、換算両数は積車5.0、空車2.0、台車はベッテンドルフ改良型のTR213A-1である。
1987年（昭和62年）4月の国鉄分割民営化時には全車の車籍がJR貨物に継承されたが、1989年（平成元年）7月に全車が一斉に廃車となり同時に形式消滅となった。

## タキ24400形
タキ24400形は、アクリルアマイド液専用の35 t 積タンク車として1974年（昭和49年）6月5日に5両（タキ24400 - タキ24404）が、富士重工業にて製作された。
所有者は、三井東圧化学の1社のみであり、その常備駅は千葉県の茂原駅であった。その後所有者は、1986年（昭和61年）2月28日に4両（タキ24401 - タキ24404）、1989年（平成元年）10月に1両（タキ24400）が日本陸運産業へと名義変更され常備駅は千葉県の神栖駅に変更された。
1979年（昭和54年）10月より化成品分類番号「96」（有害性物質、毒性のあるもの）が標記された。
車体色は黒色、寸法関係は全長は12,100 mm、全幅は2,700 mm、全高は3,867 mm、台車中心間距離は8,000 mm、実容積は34.0 m3、自重は16.2 t、換算両数は積車5.0、空車1.6であり、台車はベッテンドルフ式のTR41E-12である。
1987年（昭和62年）4月の国鉄分割民営化時には全車（5両）がJR貨物に継承されたが、1989年（平成元年）12月に最後まで在籍した3両（タキ24400 - タキ24402）がタキ23800形（タキ23819 - タキ23821）へ改造され同時に形式消滅となった。